# Atlantic 10 Conference
La Atlantic 10 Conference (A-10; español: Conferencia de los 10 del Atlántico) es una conferencia de la División I de la NCAA. Está formada por 15 miembros de plenos poderes y 4 miembros asociados, dos de los cuales compiten en hockey hierba femenino y los otros dos en lacrosse masculino. La conferencia compite en 22 deportes (12 masculinos y 10 femeninos). Fue fundada en 1975.

## Miembros

### Miembros actuales
| Logo | Institución                                | Localización                   | Equipo          | Tipo    | Año de unión |
| ---- | ------------------------------------------ | ------------------------------ | --------------- | ------- | ------------ |
|      | Davidson College                           | Davidson, Carolina del Norte   | Wildcats        | Privada | 2014         |
|      | Universidad de Dayton                      | Dayton, Ohio                   | Flyers          | Privada | 1995         |
|      | Universidad Duquesne                       | Pittsburgh, Pensilvania        | Dukes           | Privada | 1976 1993    |
|      | Universidad de Fordham                     | Bronx, Nueva York              | Rams            | Privada | 1995         |
|      | Universidad George Mason                   | Fairfax, Virginia              | Patriots        | Pública | 2013         |
|      | Universidad George Washington              | Foggy Bottom, Washington D. C. | Revolutionaries | Privada | 1976         |
|      | Universidad de la Salle                    | Filadelfia, Pensilvania        | Explorers       | Privada | 1995         |
|      | Universidad Loyola Chicago                 | Chicago, Illinois              | Ramblers        | Privada | 2022         |
|      | Universidad de Massachusetts Amherst       | Amherst, Massachusetts         | Minutemen       | Pública | 1973         |
|      | Universidad de Rhode Island                | Kingston, Rhode Island         | Rams            | Pública | 1980         |
|      | Universidad de Richmond                    | Richmond, Virginia             | Spiders         | Privada | 2001         |
|      | Universidad de San Buenaventura            | Olean, Nueva York              | Bonnies         | Privada | 1979         |
|      | Universidad de San José                    | Filadelfia, Pensilvania        | Hawks           | Privada | 1982         |
|      | Universidad de San Luis                    | San Luis, Misuri               | Billikens       | Privada | 2005         |
|      | Universidad de la Mancomunidad de Virginia | Richmond, Virginia             | Rams            | Pública | 2012         |

### Miembros Asociados
| Institución                           | Localización                   | Apodo       | Tipo    | Miembro desde | Deporte                      | Conferencia Primaria                           |
| ------------------------------------- | ------------------------------ | ----------- | ------- | ------------- | ---------------------------- | ---------------------------------------------- |
| Universidad de Pensilvania Lock Haven | Lock Haven, Pensilvania        | Bald Eagles | Privada | 2010          | Hockey sobre hierba femenino | Conferencia Atlética Del Estado de Pensilvania |
| Universidad Saint Francis             | Loretto, Pensilvania           | Red Flash   | Privada | 2013          | Hockey sobre hierba femenino | Northeast Conference                           |
| Universidad de High Point             | High Point, Carolina del Norte | Panthers    | Privada | 2022          | Lacrosse masculino           | Big South Conference                           |
| Hobart College                        | Geneva, Nueva York             | Statesmen   | Privada | 2022          | Lacrosse masculino           | Liberty League (Div. III)                      |

### Antiguos miembros
| Institución                                             | Localización                    | Equipo             | Tipo    | Año de unión | Año de salida | Conferencia actual                                    |
| ------------------------------------------------------- | ------------------------------- | ------------------ | ------- | ------------ | ------------- | ----------------------------------------------------- |
| Universidad de Pittsburgh                               | Pittsburgh, Pensilvania         | Panthers           | Pública | 1976         | 1982          | Atlantic Coast Conference                             |
| Universidad Rutgers                                     | Nuevo Brunswick, Nueva Jersey   | Scarlet Knights    | Pública | 1976         | 1982          | Big Ten Conference                                    |
| Universidad Estatal de Pensilvania                      | State College, Pensilvania      | Nittany Lions      | Pública | 1976 1982    | 1979 1991     | Big Ten Conference                                    |
| Universidad de Virginia Occidental                      | Morgantown, Virginia Occidental | Mountaineers       | Pública | 1976         | 1995          | Big 12 Conference                                     |
| Universidad de Boston                                   | Boston, Massachusetts           | Terriers           | Privada | 1973         | 1997          | Patriot League                                        |
| Instituto Politécnico y Universidad Estatal de Virginia | Blacksburg, Virginia            | Hokies             | Pública | 1995         | 2000          | Atlantic Coast Conference                             |
| Universidad de Delaware                                 | Newark, Delaware                | Fightin' Blue Hens | Pública | 1986         | 2006          | Colonial Athletic Association                         |
| Universidad Hofstra                                     | Hempstead, Nueva York           | Pride              | Privada | 2001         | 2006          | Colonial Athletic Association                         |
| Universidad James Madison                               | Harrisonburg, Virginia          | Dukes              | Pública | 1993         | 2006          | Sun Belt Conference                                   |
| Universidad de Maine                                    | Orono, Maine                    | Black Bears        | Pública | 1947         | 2006          | America East Conference                               |
| Universidad de Nuevo Hampshire                          | Durham, Nuevo Hampshire         | Wildcats           | Pública | 1947         | 2006          | America East Conference                               |
| The College of William and Mary                         | Williamsburg, Virginia          | Tribe              | Pública | 1993         | 2006          | Colonial Athletic Association                         |
| Universidad Villanova                                   | Villanova, Pensilvania          | Wildcats           | Privada | 1976 1988    | 1980 2006     | Big East Conference                                   |
| Universidad Butler                                      | Indianápolis, Indiana           | Bulldogs           | Privada | 2012         | 2013          | Big East Conference                                   |
| Universidad de Carolina del Norte en Charlotte          | Charlotte, Carolina del Norte   | 49ers              | Pública | 2005         | 2013          | Conference USA (American Athletic Conference en 2023) |
| Universidad de Temple                                   | Filadelfia, Pensilvania         | Owls               | Pública | 1982         | 2013          | American Athletic Conference                          |
| Universidad Xavier                                      | Cincinnati, Ohio                | Musketeers         | Privada | 1995         | 2013          | Big East Conference                                   |

## Campeones de baloncesto masculino
| Temporada | Campeón(es) de la liga regular                                | Campeón del torneo |
| --------- | ------------------------------------------------------------- | ------------------ |
| 1977      | Este - Rutgers, Oeste - West Virginia/Penn State              | Duquesne           |
| 1978      | Rutgers/Villanova                                             | Villanova          |
| 1979      | Villanova                                                     | Rutgers            |
| 1980      | Villanova/Duquesne/Rutgers                                    | Villanova          |
| 1981      | Rhode Island/Duquesne                                         | Pittsburgh         |
| 1982      | West Virginia                                                 | Pittsburgh         |
| 1983      | Este - Rutgers, Oeste - St. Bonaventure/West Virginia         | West Virginia      |
| 1984      | Temple                                                        | West Virginia      |
| 1985      | West Virginia                                                 | Temple             |
| 1986      | Saint Joseph's                                                | Saint Joseph's     |
| 1987      | Temple                                                        | Temple             |
| 1988      | Temple                                                        | Temple             |
| 1989      | West Virginia                                                 | Rutgers            |
| 1990      | Temple                                                        | Temple             |
| 1991      | Rutgers                                                       | Penn State         |
| 1992      | Massachusetts                                                 | Massachusetts      |
| 1993      | Massachusetts                                                 | Massachusetts      |
| 1994      | Massachusetts                                                 | Massachusetts      |
| 1995      | Massachusetts                                                 | Massachusetts      |
| 1996      | Este - Massachusetts, Oeste - West Virginia/George Washington | Massachusetts      |
| 1997      | Este - Saint Joseph's, Oeste - Xavier                         | Saint Joseph's     |
| 1998      | Este - Temple, Oeste - Xavier                                 | Xavier             |
| 1999      | Este - Temple, Oeste - George Washington                      | Rhode Island       |
| 2000      | East - Temple, West - Dayton                                  | Temple             |
| 2001      | Saint Joseph's                                                | Temple             |
| 2002      | Este - Temple/Saint Joseph's, Oeste - Xavier                  | Xavier             |
| 2003      | Este - Saint Joseph's, Oeste - Xavier                         | Dayton             |
| 2004      | Este - Saint Joseph's, Oeste - Dayton                         | Xavier             |
| 2005      | Este - Saint Joseph's, Oeste - George Washington              | George Washington  |
| 2006      | George Washington                                             | Xavier             |
| 2007      | Xavier/Massachusetts                                          | George Washington  |
| 2008      | Xavier                                                        | Temple             |
| 2009      | Xavier                                                        | Temple             |
| 2010      | Temple/Xavier                                                 | Temple             |
| 2011      | Xavier                                                        | Richmond           |
| 2012      | Temple                                                        | St. Bonaventure    |
| 2013      | Saint Louis                                                   | Saint Louis        |
| 2014      | Saint Louis                                                   | Saint Joseph's     |
| 2015      | Davidson                                                      | VCU                |